# 阿尔莱纳-迪卡斯特罗
阿尔莱纳-迪卡斯特罗（義大利語：Arlena di Castro），是意大利拉齐奥大区维泰博省的一个市镇。总面积22.32平方公里，人口905人，人口密度40.5人/平方公里（2009年）。ISTAT代码为056002。